# Entreprise publique économique
En Algérie, une entreprise publique économique (EPE) est une entreprise publique (industrielle ou commerciale) organisée en société par actions (SPA) ou en société à responsabilité limitée (SARL).